# Prosthaptus barombianus
Prosthaptus barombianus es una especie de coleóptero de la familia Cantharidae.

## Distribución geográfica
Habita en Camerún.